# Сублинейная функция
Сублинейной функцией в математике называется функция {\displaystyle f:V\rightarrow \mathbb {R} } над действительным векторным пространством {\displaystyle V} (более обще вместо поля действительных чисел можно рассматривать произвольное упорядоченное поле), для которой выполняются следующие условия:
{\displaystyle f(\gamma x)=\gamma f\left(x\right)}  для всех {\displaystyle \gamma \in \mathbb {R} _{+}} и всех x ∈ V (положительная однородность),
{\displaystyle f(x+y)\leqslant f(x)+f(y)}  для всех x, y ∈ V (субаддитивность).

## Эквивалентные определения
Эквивалентно в определении условие субадитивности можно заменить условием выпуклости, согласно которому для функции должно выполняться неравенство:
{\displaystyle f(\gamma x+(1-\gamma )y)\leqslant \gamma f(x)+(1-\gamma )f(y)}  для всех x, y ∈ V и {\displaystyle 0\leqslant \gamma \leqslant 1}.
Действительно, если функция является положительно однородной и выпуклой, то:
{\displaystyle f(x+y)=2f\left({\frac {x+y}{2}}\right)\leqslant 2\left({\frac {1}{2}}f(x)+{\frac {1}{2}}f(y)\right)=f(x)+f(y).}
Из сублинейности и положительной однородности тоже, очевидно, следует выпуклость. Учитывая это альтернативное определение, такой тип функций иногда называют однородно-выпуклыми. Другое распространенное название — функционал Банаха, несмотря на появление такого типа функционалов в утверждении теоремы Хана — Банаха.
Другое альтернативное определение: функция {\displaystyle f:V\rightarrow \mathbb {R} } является сублинейной тогда и только тогда, когда выполняется условие:
{\displaystyle f(\gamma x+\delta y)\leqslant \gamma f(x)+(1-\gamma )f(y)}  для всех x, y ∈ V и всех {\displaystyle 0<\gamma ,\delta }.

## Примеры
- Каждая линейная функция является, очевидно, сублинейной. Сублинейной будет также и функция {\displaystyle p(x)=|f(x)|}, если {\displaystyle f(x)} — линейная.
- Длина вектора в {\displaystyle n}-мерном евклидовом пространстве является сублинейной функцией. Здесь условие субаддитивности означает, что длина суммы двух векторов не превышает сумму их длин (неравенство треугольника), а положительная однородность непосредственно следует из определения длины вектора в {\displaystyle \mathbb {R} ^{n}.}
- Пусть M — пространство ограниченных последовательностей {\displaystyle x=(x_{1},x_{2},\ldots ,x_{i},\ldots ).}

Функционал:
{\displaystyle f(x)=\sup _{i}|x_{i}|}
является сублинейным.

## Свойства
- {\displaystyle f(0)=0.} Данное утверждение получается подстановкой x = 0 в уравнение положительной однородности.
- Ненулевая сублинейная функция может быть неотрицательной, но если {\displaystyle f(x)\leqslant 0,\,\forall x\in V}, тогда данная функция всюду равна нулю. Это следует из неравенства:

{\displaystyle 0=f(x+(-x))\leqslant f(x)+f(-x),\,\forall x\in V}
согласно которому если f(x) является отрицательным числом то f(-x) должно быть положительным.
- Для любого {\displaystyle \gamma } выполняется неравенство:

{\displaystyle f(\gamma x)\geqslant \gamma f\left(x\right)}
При {\displaystyle \gamma >0} это следует из определения положительной однородности, при {\displaystyle \gamma =0} — из первого свойства, если же {\displaystyle \gamma <0}, то из неравенства в предыдущем свойстве получаем:
{\displaystyle 0\leqslant f(\gamma x)+f(|\gamma |x)=f(\gamma x)+|\gamma |f(x)}
или:
{\displaystyle f(\gamma x)\geqslant -|\gamma |f(x)=\gamma f(x).}